# Vincent de Gournay
Jacques Claude Marie Vincent, marquês de Gournay (Saint-Malo, 28 de maio de 1712 – Paris, 27 de junho de 1759), foi um negociante e economista francês.

## Carreira
Rico negociante, fez várias viagens profissionais pela Europa, aproveitando para fazer estudos sobre o comércio.
Em 1749 comprou um cargo de conselheiro. Nomeado em 1751 intendente de comércio, percorreu com esse título diversas províncias da França, observando e combatendo abusos. Estava ligado à escola dos fisiocratas, mas ao contrário da linha de François Quesnay, dava importância capital à indústria. Lutou pela liberdade comercial. 

A ele atribui-se a invenção da palavra burocracia (com um sentido crítico irônico). Embora Gournay não tenha deixado registro escrito da palavra, isso foi feito em uma carta de seu contemporâneo, o enciclopedista Barão von Grimm:
"O falecido M. de Gournay (...) costumava dizer: Temos […] uma doença que faz muitos estragos; essa doença se chama buromania. Às vezes ele se referia a isso como uma quarta ou quinta forma de governo, com o nome de burocracia".
Alguns também atribuem a Gournay a autoria da famosa máxima "laissez faire, laissez passer" ("deixar fazer, deixar passar"), que se tornaria o lema do liberalismo econômico.